# Spreublumen
Die Spreublumen (Xeranthemum) sind eine Pflanzengattung in der Unterfamilie Carduoideae innerhalb der Familie der Korbblütler (Asteraceae). Die fünf bis sechs Arten sind im Mittelmeerraum heimisch.
Der deutsche Trivialname Spreublume wird gelegentlich auch für Arten der nicht verwandten Gattung Achyranthes aus der Familie der Fuchsschwanzgewächse (Amaranthaceae) verwendet.

## Beschreibung

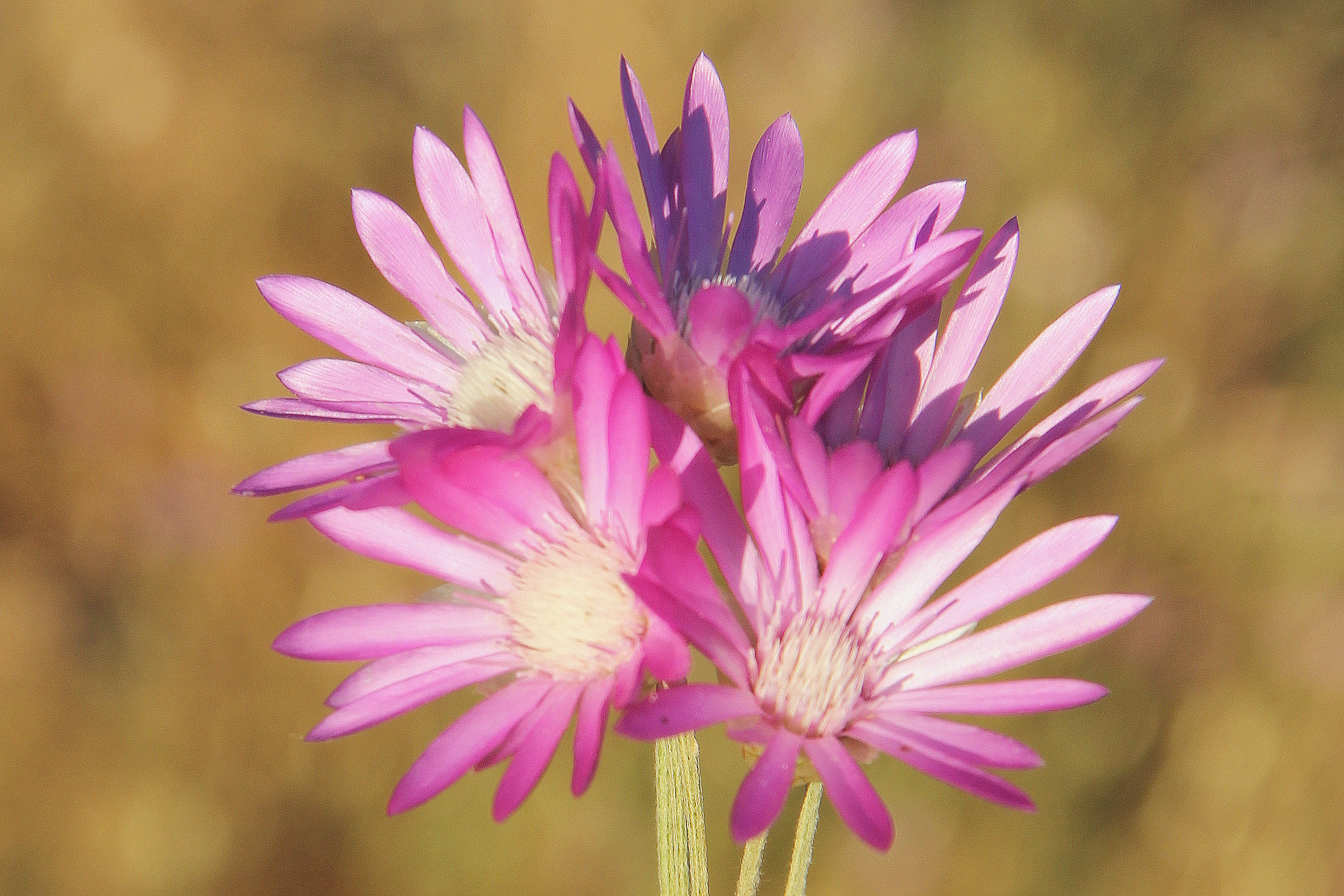
Blütenkörbe im Detail von Xeranthemum annuum

### Vegetative Merkmale
Die Xeranthemum-Arten wachsen als aufrechte, einjährige krautige Pflanzen.
Die Laubblätter sind wechselständig am Stängel angeordnet. Die einfachen Blattspreiten sind linealisch-elliptisch geformt, ganzrandig und üblicherweise gräulich behaart.

### Generative Merkmale
Die einzeln stehenden körbchenförmigen Blütenstände sind gestielt. Die lanzettlich-eiförmigen bis verkehrt-eiförmigen Hüllblätter sind trockenhäutig. Die verlängerten inneren Hüllblätter stehen aufrecht oder ausgebreitet und sind weiß, rosa-violett bis violett gefärbt. Auf dem Korbboden befinden sich linealisch-lanzettliche, trockenhäutige und dicht drüsig punktierte Spreublätter. Die äußeren Blüten sind steril, haben ein langes rosafarbenes Stylodium und sind tiefgeteilt, zweilippig. Die inneren Blüten sind radiärsymmetrisch und fertil.
Die verkehrt-kegelförmig bis verkehrt-eiförmig geformten Achänen sind seidig behaart. Der Pappus besteht aus trockenhäutigen, pfriemförmigen Schuppen.

## Systematik und Verbreitung
Die  Gattung Xeranthemum erfolgte 1753 durch Carl von Linné in Species Plantarum, Band 2, S. 857 aufgestellt. Die Typusart ist Xeranthemum annuum L. Die Gattung Xeranthemum gehört zur Tribus Cynareae in der Unterfamilie Carduoideae innerhalb der Familie der Korbblütler (Asteraceae).
Das natürliche Verbreitungsgebiet der Xeranthemum-Arten liegt im Mittelmeerraum und erstreckt sich von Nordafrika bis Westasien.
Es gibt fünf bis sechs Arten:
- Einjährige Spreublume (Xeranthemum annuum L., Syn.: Xeranthemum annettae Kalen.):[4] Sie wird auch Einjährige Papierblume genannt und ist ursprünglich von der Türkei über die Kaukasusregion, in Osteuropa, im östlichen Mitteleuropa sowie in Südosteuropa verbreitet.[6] In Spanien, Portugal, Italien und in der Schweiz ist sie ein Neophyt.[6]
- Schmalköpfige Spreublume (Xeranthemum cylindraceum Sm., Syn.: Xeroloma cylindraceum (Sm.) Holub): Sie kommt vom Mittelmeerraum bis zum Iran vor.[7][4]
- Xeranthemum cylindricum Spreng. (Syn.: Chardinia cylindrica Desv.)[5]
- Walliser Spreublume (Xeranthemum inapertum (L.) Mill., Syn.: Xeranthemum foetidum Moench nom. illeg., Xeranthemum erectum C.Presl): Sie kommt vom Mittelmeerraum bis zum nördlichen Iran vor.[7][4]
- Xeranthemum longepapposum Fisch. & C.A.Mey.: Sie kommt von der Türkei und dem Libanon bis Zentralasien und Afghanistan vor.[7][4]
- Xeranthemum squarrosum Boiss.: Sie kommt in Westasien vor.[4]